# Ford Transit Connect
La Ford Transit Connect es un vehículo comercial ligero pequeño producido por el fabricante de automóviles estadounidense Ford Motor Company desde el año 2002, desarrollado por Ford of Europe. Es el sucesor de la Ford Courier. El Connect es un tracción delantera con motor delantero trasversal y caja de cambios manual de cinco marchas.
Está construido en una plataforma de vehículo comercial dedicada y comparte partes con el Ford Focus. La primera generación fue diseñada por Peter Horbury y presentada e 2002 para reemplazar a las viejas ofertas de furgoneta Ford Escort y el basado en el Fiesta, el Courier; que habían terminado su producción el mismo año. Ha sido importada al mercado Norteamericano desde el modelo 2010. En América de Norte, el Transit Connect no tiene un predecesor directo, el vehículo que más se acerca a su tamaño era el Ford Aerostar de tamaño estándar, que terminó su producción en 1997. Existe en variantes de carga de dos plazas («Transit Connect») o de pasajeros de cinco u ocho plazas («Tourneo Connect»), y con batalla corta o larga.
El Ford Tourneo Connect, un vehículo de actividad recreativa, es un Transit Connect con ventanas laterales y asientos traseros. Todos los Transit Connect que se exportan a Estados Unidos se importan con esta configuración para evitar los impuestos del 25% a las camionetas ligeras por el llamado impuesto del pollo. En 2013, Aduanas de Estados Unidos le dijo a Ford que debían detener esta práctica de importar furgonetas disfrazadas de automóviles de pasajeros.

## Primera generación (2002-2013)
La Transit Connect emplea la tracción delantera de la plataforma Ford C170 del Ford Focus.
El motor diésel es un cuatro cilindros en línea de 1.8 litros y dos válvulas por cilindro. Está disponible en variantes de 75, 90 o 110 CV. Los tres Diésel tienen turbocompresor de geometría fija, intercooler e inyección directa common-rail, salvo el de 75 CV, que tiene inyección directa tradicional, y el de 110 CV, que tiene turbocompresor de geometría variable.
También se ofrece un motor de gasolina de cuatro cilindros en línea de 2.0 litros, cuatro válvulas por cilindro y 115 CV de potencia máxima. Esta motorización también existió con kit para gas licuado del petróleo. El modelo lleva un diseño industrial muy práctico.

### Mecánicas (Europa)
| Mecánica                | Código del Motor      | Cilindrada | Cilindros | Potencia (Cv/kW @ rpm) | Par Máximo (NM @ rpm) | Diámetro x Carrera | Transmisión | Caja de Cambios                           | Años de producción | Notas                  |
| ----------------------- | --------------------- | ---------- | --------- | ---------------------- | --------------------- | ------------------ | ----------- | ----------------------------------------- | ------------------ | ---------------------- |
| 1.8 16V                 | Ford Zetec (Zeta) 1.8 | 1796 cc    | 4         | 116/85 @ 5500          | 160 @ 4400            | 80,6 x 88 mm       | Delantera   | Ford MTX-75 (Manual,5v)                   | 2002-2006          |                        |
| 1.8 TDCi 75             | Ford DLD-418          | 1753 cc    | 4         | 75/55 @ 4000           | 175 @ 1800            | 82,5 x 82 mm       | Delantera   | Ford MTX-75 (Manual,5v)                   | 2008-2010          |                        |
| 1.8 TDCi 90             | Ford DLD-418          | 1753 cc    | 4         | 90/66 @ 4000           | 220 @ 1750-2500       | 82,5 x 82 mm       | Delantera   | Manual,5v o \| Ford MTX-75 (Manual,5v) \| | 2002-2013          | Caja MTX-75 desde 2006 |
| 1.8 TDCi 110            | Ford DLD-418          | 1753 cc    | 4         | 110/81 @ 4000          | 250 @ 1500-2900       | 82,5 x 82 mm       | Delantera   | Ford MTX-75 (Manual,5v)                   | 2006-2013          |                        |
| Ford MTX-75 (Manual,5v) |                       |            |           |                        |                       |                    |             |                                           |                    |                        |

### Mecánicas (EE. UU.)

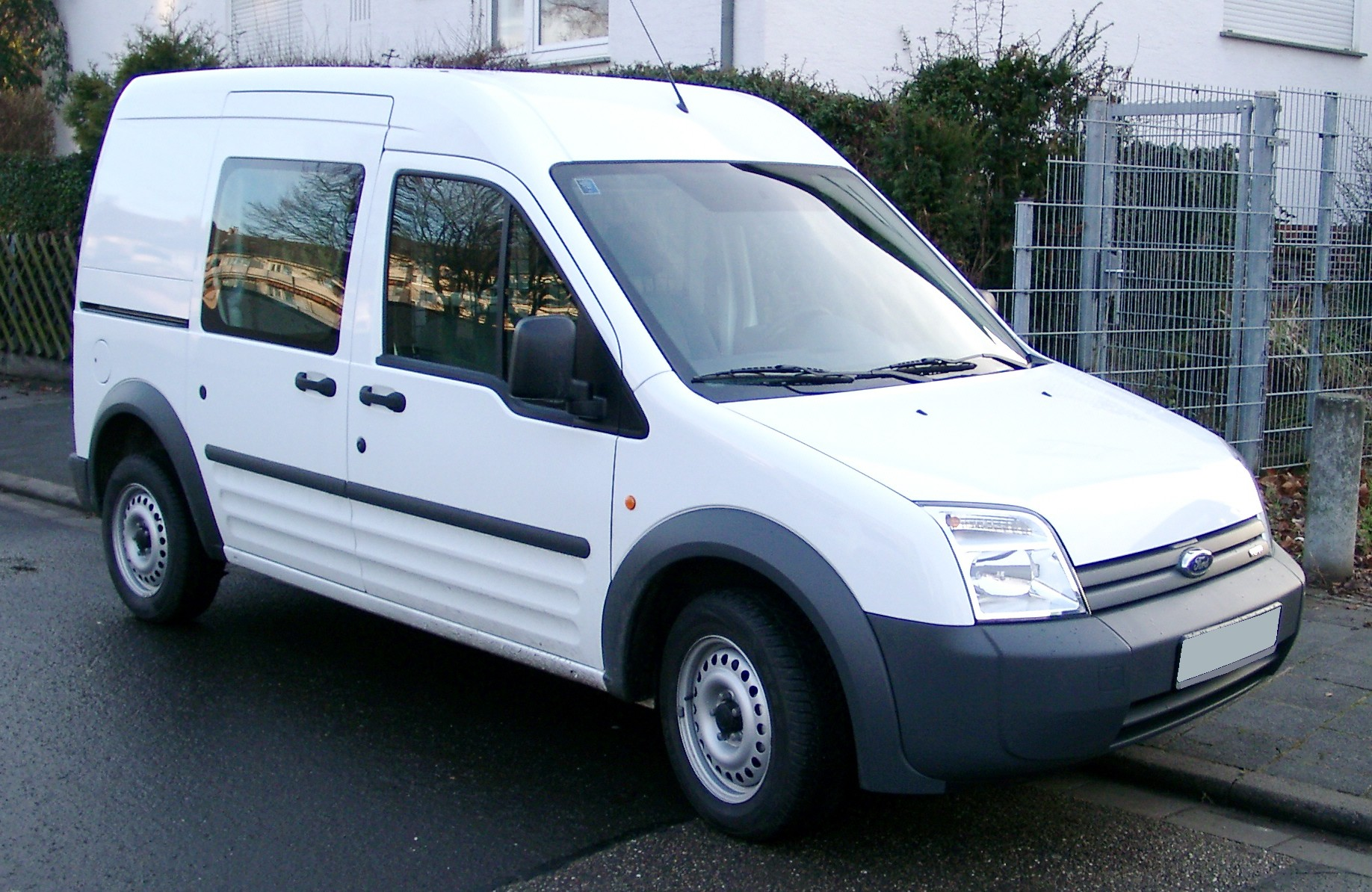
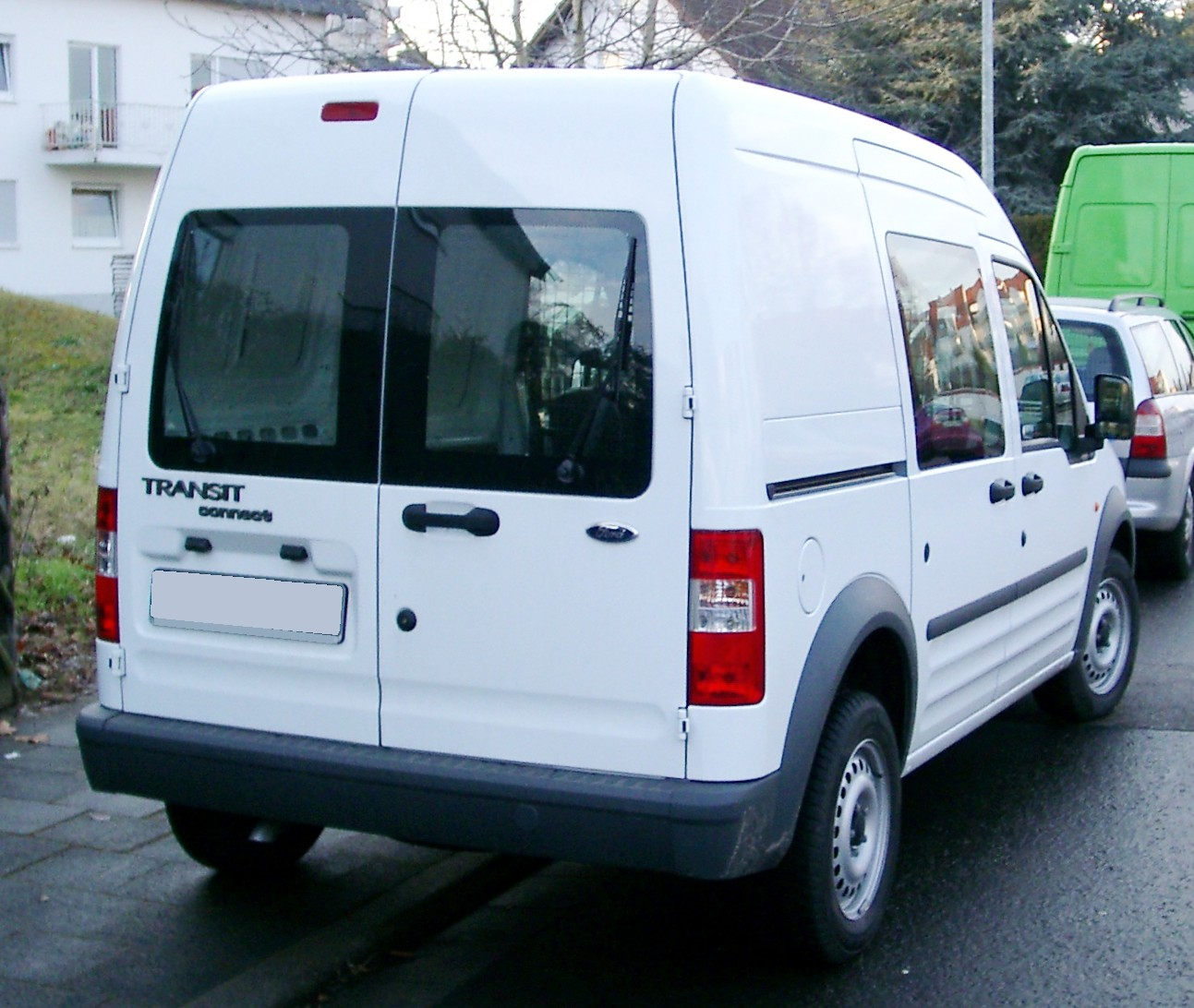

| Mecánica | Código del Motor | Cilindrada | Cilindros | Potencia (Cv/kW @ rpm) | Par Máximo (NM @ rpm) | Diámetro x Carrera | Transmisión | Caja de Cambios                  | Años de producción | Notas |
| -------- | ---------------- | ---------- | --------- | ---------------------- | --------------------- | ------------------ | ----------- | -------------------------------- | ------------------ | ----- |
| 2.0 16V  | Ford Duratec 20  | 1999 cc    | 4         | 138/101 @ 6300         | 174 @ 4750            | 87,5 x 83,1 mm     | Delantera   | Ford/Mazda 4F27E (Automática,4v) | 2011-2013          |       |

## Segunda generación (2013-2021)
La segunda generación del Transit Connect fue presentada el 6 de septiembre de 2012 en Ámsterdam, Países Bajos. En su primer rediseño desde su presentación en 2002, el Transit Connect 2014 adopta muchas características del lenguaje de diseño Ford Kinetic. Un cambio de diseño principal es la puerta trasera levadiza opcional además de puertas traseras dobles preferidas por personas en silla de ruedas y compañías de paquetería. El Transit Connect incluye la novedad de la característica opcional MyKey, un sistema de llave personalizado. Los controles del dueño MyKey le permiten programar llaves diferentes para restringir diferentes características del vehículo, como velocidad máxima y volumen de radio de giro máximo.
La producción ahora se lleva a cabo en Valencia, España. Como antes, para evitar la tarifa del 25% a camionetas importadas, todas las furgonetas vendidas en los Estados Unidos se fabrican y envían como vehículo de pasajeros, que después son convertidas a configuración de carga antes de su envío. Aduanas de Estados Unidos han publicado reportes diciéndole a Ford que debe parar esta práctica.

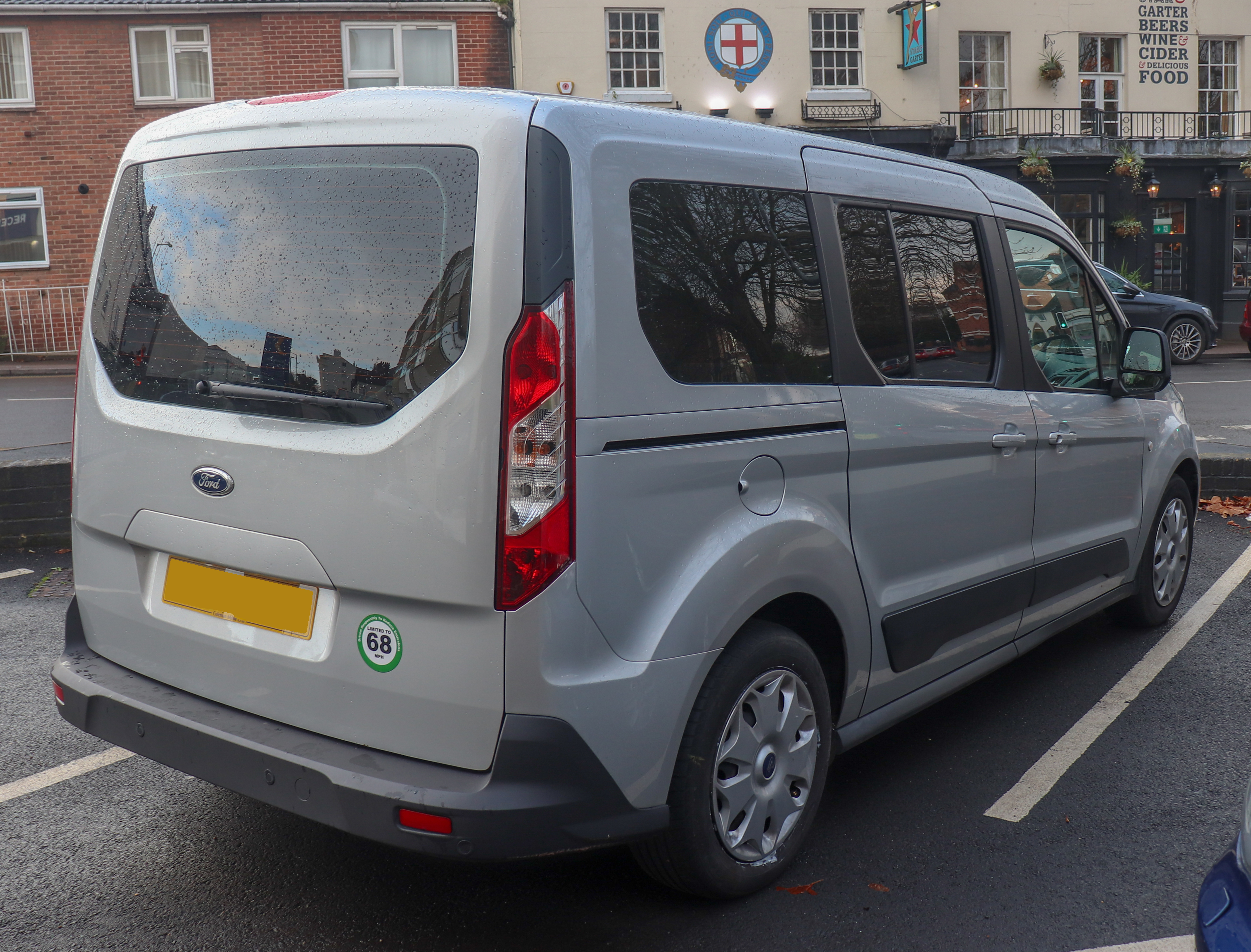
Vista de la puerta trasera levadiza opcional.

|                               |
| Ford Transit Connect SWB 2014 |

|                                      |
| Ford Transit Connect SWB 2014, atrás |

|                                               |
| Ford Transit Connect pre y post-rediseño (RU) |

|                                      |
| Ford Transit Connect 2019 (rediseño) |

|                                             |
| Ford Transit Connect 2019, atrás (rediseño) |